# بیلی داو (بازیکن هاکی روی یخ)
بیلی داو (انگلیسی: Billie Dawe; ۸ ژوئن ۱۹۲۴ – ۲۰ مهٔ ۲۰۱۳) بازیکن هاکی روی یخ اهل کانادا بود.